# 仙女座GO
仙女座GO，又名BD+44 176，HD 4778、SAO 36702、HR 234，是仙女座的一颗恒星，视星等为6.15，位于銀經122.72，銀緯-17.87，其B1900.0坐标为赤經0h 44m 43s，赤緯+44° -17.87′ 26″。